# Aire spéciale No 2
L'Aire spéciale No 2 est une aire spéciale située dans la région sud de l'Alberta. Il s'agit d'une municipalité rurale semblable à un district municipal, toutefois, le conseil élu est supervisé par trois représentants nommés par la province, le « Special Areas Board ».
L'aire spéciale n°4 possède deux parcs provinciaux, le parc provincial de Little Fish Lake et la partie du parc provincial Dinosaur située au nord de la rivière Red Deer.

## Démographie
Lors du recensement de 2011, l'aire spéciale n°2 avait une population de 2 025 habitants vivant dans 698 logements sur un total de 745, soit une baisse de 2,4 % par rapport à 2006 où la population était de 2 074 habitants. Avec une superficie de 9 342,42 km2, la densité de population est de 0,22 habitant au kilomètre carré en 2011.
En 2006, l'aire spéciale n°2 avait une population de 2 074 habitants vivant dans 775 logements, soit une baisse de 11 % par rapport à 2001. Elle avait une superficie de 9 342,59 km2 et une densité de population de 0,2 habitant au kilomètre carré.
Statistique Canada rapportait une population de 2 331 habitants en 2001.

## Communautés et localités
Bourgs
- Hanna

Villages
- Empress

Hameaux
- Bindloss
- Cessford
- Dorothy
- Iddesleigh
- Jenner
- Richdale
- Scotfield
- Sunnynook
- Wardlow

Localités
- Alness
- Atlee
- Batter Junction
- Berry Creek
- Bonar
- Buffalo
- Bullpound
- Burfield
- Carolside
- Cavendish
- Clivale
- Comet
- Dowling
- Finnegan
- Galarneauville
- Garden Plain
- Halliday
- Halsbury
- Howie
- Hutton
- Lawsonburg
- Lonebutte
- Majestic
- Medicine Hat Junction
- Millerfield
- Pollockville
- Rose Lynn
- Scapa
- Scotfield
- Sharrow
- Sheerness
- Spondin
- Stanmore
- Stoppington
- Taplow
- Trefoil
- Watts
- West Wingham